# Antyłańcuch
Antyłańcuch to termin w kilku dziedzinach matematyki na określenie obiektów o własnościach związanych z pewnymi praporządkami.

## Antyłańcuchy w teorii porządków częściowych

### Definicja
Przy określonym porządku {\displaystyle (P,\sqsubseteq )} zbiór {\displaystyle A\subseteq P} nazywamy antyłańcuchem wtedy i tylko wtedy, gdy
{\displaystyle {\big (}\forall x,y\in A{\big )}{\big (}x\neq y\ \Rightarrow \ \neg (x\sqsubseteq y\vee y\sqsubseteq x){\big )}.}
Intuicyjnie, zbiór jest antyłańcuchem, gdy nie da się porównać żadnych dwóch różnych jego elementów.

### Przykłady i własności
- Zauważmy, że każdy zbiór jednoelementowy jest antyłańcuchem (i jednocześnie jest też łańcuchem).
- Porządek częściowy {\displaystyle (P,\sqsubseteq )} jest porządkiem liniowym wtedy i tylko wtedy, gdy każdy antyłańcuch w tym porządku jest jednoelementowy.
- Twierdzenie Dilwortha mówi, że częściowy porządek {\displaystyle (P,\sqsubseteq )} nie zawiera {\displaystyle n+1} elementowych antyłańcuchów {\displaystyle (n\in \mathbb {N} )} wtedy i tylko wtedy, gdy {\displaystyle P} jest sumą {\displaystyle n} łańcuchów.
- Twierdzenie Spernera mówi, że jeśli {\displaystyle P} jest rodziną wszystkich podzbiorów pewnego {\displaystyle n} elementowego zbioru {\displaystyle X,} a porządek {\displaystyle \sqsubseteq } jest zawieraniem, to każdy antyłańcuch zawarty w {\displaystyle P} ma co najwyżej {\displaystyle n \choose \lfloor {n/2}\rfloor } elementów.

## Antyłańcuchy w teorii forsingu

### Definicja
Niech {\displaystyle (\mathbb {P} ,\leqslant )} będzie pojęciem forsingu. Zbiór {\displaystyle A\subseteq \mathbb {P} } jest antyłańcuchem w {\displaystyle \mathbb {P} } wtedy i tylko wtedy, gdy każde dwa różne warunki {\displaystyle p,q\in A} są sprzeczne, tzn.
{\displaystyle {\big (}\forall p,q\in A{\big )}{\big (}p\neq q\ \Rightarrow \ \neg (\exists r\in {\mathbb {P} })(r\leqslant p\ \wedge r\leqslant q){\big )}.}
Pojęcie antyłańcucha w sensie forsingu jest różne od tegoż w sensie teorii posetów: nieporównywalność elementów jest tutaj zastąpiona sprzecznością warunków.

### κ{\displaystyle \kappa }-cc
Niech {\displaystyle \kappa } będzie liczbą kardynalną. Powiemy, że pojęcie forsingu {\displaystyle ({\mathbb {P} },\leqslant )} spełnia {\displaystyle \kappa }-cc, jeśli każdy antyłańcuch w {\displaystyle \mathbb {P} } jest mocy mniejszej niż {\displaystyle \kappa .} Jeśli {\displaystyle \mathbb {P} } spełnia {\displaystyle \aleph _{1}}-cc, to mówimy wtedy też, że {\displaystyle \mathbb {P} } spełnia warunek przeliczalnych antyłańcuchów albo {\displaystyle \mathbb {P} } spełnia ccc.
Nazwa {\displaystyle \kappa }-cc jest skrótem angielskiego wyrażenia {\displaystyle \kappa }-chain condition (warunek {\displaystyle \kappa }-łańcucha). Użycie słowa łańcuch (chain) było pierwotnie spowodowane pewnym zamieszaniem w stosowanym nazewnictwie w początkowych latach rozwoju teorii.
Twierdzenie Erdősa-Tarskiego mówi, że najmniejsza liczba kardynalna {\displaystyle \kappa ,} dla której pojęcie forsingu {\displaystyle \mathbb {P} } spełnia warunek {\displaystyle \kappa }-cc, musi być regularna.

### Przykłady i własności
- Pojęcie forsingu Cohena (zbiór skończonych ciągów liczb naturalnych uporządkowany przez odwrotną relację wydłużania ciągów) spełnia ccc.
- Pojęcie forsingu Solovaya (zbiór domkniętych podzbiorów {\displaystyle \mathbb {R} } miary dodatniej uporządkowany przez inkluzję) spełnia ccc.
- Pojęcie forsingu Sacksa (zbiór doskonałych podzbiorów {\displaystyle \mathbb {R} } uporządkowany przez inkluzję) nie spełnia ccc. Poniżej każdego warunku w tym forsingu można skonstruować antyłańcuch mocy continuum.
- Rozszerzenia generyczne modeli ZFC przy użyciu pojęć forsingu spełniających ccc zachowują liczby kardynalne. Rozszerzenia przy użyciu pojęć forsingu spełniających {\displaystyle \kappa }-cc zachowują liczby kardynalne większe lub równe {\displaystyle \kappa .}

## Antyłańcuchy w algebrach Boole’a

### Definicja
Ponieważ algebry Boole’a są też pojęciami forsingu, forsingowa definicja antyłańcuchów jest naturalnie przenoszona na algebry Boole’a. Niech {\displaystyle (\mathbb {B} ,\vee ,\wedge ,\neg ,0,1)} będzie algebrą Boole’a. Zbiór {\displaystyle A\subseteq \mathbb {B} \setminus \{0\}} jest antyłańcuchem w {\displaystyle \mathbb {B} } wtedy i tylko wtedy, gdy każde dwa różne elementy {\displaystyle A} są rozłączne, tzn.
{\displaystyle {\big (}\forall a,b\in A{\big )}{\big (}a\neq b\ \Rightarrow \ a\wedge b=0{\big )}.}

### Celularność
Celularność jest funkcją kardynalną określona na algebrach Boole’a. Celularność {\displaystyle c(\mathbb {B} )} algebry Boole’a {\displaystyle \mathbb {B} } jest to supremum mocy antyłańcuchów w {\displaystyle \mathbb {B} .}
Mówimy, że algebra Boole’a {\displaystyle \mathbb {B} } spełnia ccc, jeśli {\displaystyle c(\mathbb {B} )\leqslant \aleph _{0}.}
Twierdzenie Erdősa-Tarskiego mówi, że jeśli celularność {\displaystyle c(\mathbb {B} )} algebry Boole’a {\displaystyle \mathbb {B} } jest liczbą singularną, to istnieje antyłańcuch {\displaystyle A\subseteq \mathbb {B} \setminus \{0\}} mocy {\displaystyle c(\mathbb {B} ).}